# Million Dollar Extreme Presents: World Peace
Million Dollar Extreme Presents: World Peace è una serie televisiva statunitense creata dal gruppo comico Million Dollar Extreme nel 2016 per Adult Swim.
In Italia la serie è tuttora inedita.
Il 5 dicembre 2016 la serie fu cancellata da Adult Swim; rimase disponibile in streaming sul sito dell'emittente fino al 12 giugno 2020.

## Contenuti
La serie è ambientata in un mondo post-apocalittico che satireggia il clima politico contemporaneo.
Ogni episodio è composto da più sketch comici, collegati da grafiche di transizione; alla fine di ogni episodio è presente un ospite musicale, utilizzato come letto per i titoli di coda.

## Produzione
Il 7 maggio 2015 Adult Swim annunciò di aver ordinato un episodio pilota senza titolo alla troupe comica Million Dollar Extreme, poi sfociato nella conferma di una prima stagione composta da sei episodi da undici minuti.
Lo show fu prodotto internamente dalla Rent Now Productions e girato ad Atlanta, in Georgia.

## Controversie e cancellazione
Diverse testate giornalistiche tra cui The Atlantic e BuzzFeed News criticarono aspramente i contenuti del programma, definendoli attigui all'ideologia alt-right; in seguito a queste controversie, Adult Swim e Turner Broadcasting System annunciarono, il 5 dicembre 2016, il non-rinnovo della serie.

## Extreme Peace
Nel dicembre 2022 Sam Hyde ha annunciato di aver ottenuto i finanziamenti per realizzare un successore spirituale dello show, scollegato da Adult Swim, le cui riprese sarebbero iniziate la primavera dell'anno seguente.
La serie è stata rilasciata a partire dal 16 giugno 2025 sotto il nome di Extreme Peace.

## Episodi
| nº | Titolo originale                             | Prima TV USA      |
| -- | -------------------------------------------- | ----------------- |
| 1  | Your Vibe Attracts Your Tribe                | 5 agosto 2016     |
| 2  | Illegal Broadcast: John Hell Emergency       | 12 agosto 2016    |
| 3  | 3 Down 47 to Go Countdown to Mass Funeral    | 19 agosto 2016    |
| 4  | Mad at Dad? GOMAD for Chad MGTOW             | 26 agosto 2016    |
| 5  | Not Everyone Thinks You're a Hero            | 9 settembre 2016  |
| 6  | You Hate This Show Because You Hate Yourself | 16 settembre 2016 |